# Forças de Defesa dos Camarões do Sul
Forças de Defesa dos Camarões do Sul (em inglês:  Southern Cameroons Defence Forces, SOCADEF) é o braço armado do Movimento de Libertação do Povo Africano, um movimento separatista ambazoniano. É liderado por Ebenezer Akwanga, que está baseado nos Estados Unidos, e suas forças terrestres foram comandadas pelo general Andrew Ngoe. Juntamente com as Forças de Defesa da Ambazônia, é uma das milícias mais proeminentes que combatem na Crise Anglófona. 
As Forças de Defesa dos Camarões do Sul não se juntaram ao Conselho de Autodefesa da Ambazônia, uma organização criada pelo Governo Interino. No entanto, a sua ala política, o Movimento de Libertação do Povo Africano, participou na formação do Conselho de Libertação dos Camarões do Sul em março de 2019, efetivamente unindo-se ao Governo Interino sob uma organização abrangente.
Em 24 de janeiro de 2019, o general Andrew Ngoe foi morto em Matoh, Mbonge.